# 關山嶺山
關山嶺，又稱關山嶺山，是臺灣中央山脈南段的一座高山，位於臺東縣海端鄉利稻村與高雄市桃源區梅山里之間，玉山國家公園西南邊界上，海拔3173.7公尺。北方接連向陽山，其南側埡口下有南橫公路貫穿的大關山隧道，是台灣旅遊景點之一，此區位於埡口之內，故風勢盛大，但也是登山客較易攀登之百岳名山。登山步道入口在大關山隧道東口起登，步道里程牌0.5K處即是關山越嶺道埡口原州廳界亭的位置附近。

## 外部連結
- 自然步道 - 關山嶺山步道 - 山林悠遊網 （页面存档备份，存于）
- 旅遊資訊 - 自然步道 - 關山嶺山步道[]